# Fun Lovin' Criminals (EP)
Fun Lovin' Criminals è l'unico EP del gruppo musicale statunitense omonimo, pubblicato nel novembre 1995.

## Tracce
1. Passive/Aggressive – 3:36
2. Blues for Suckers – 3:50
3. I Can't Get With That (Schmoove Version) – 5:33
4. Coney Island Girl – 1:30